# Souza (piłkarz)
Souza, właśc. Rodrigo de Souza Cardoso (ur. 4 marca 1982 w Rio de Janeiro) – piłkarz brazylijski, występujący na pozycji napastnika.

## Kariera klubowa
Karierę piłkarską Souza rozpoczął w klubie Madureira Rio de Janeiro w 1998. Przełomem w jego karierze był transfer do CR Vasco da Gama w 2000. W lidze brazylijskiej zadebiutował 2 grudnia 2001 w zremisowanym 2-2 meczu z Santosem FC. Z Vasco zdobył mistrzostwo stanu Rio de Janeiro – Campeonato Carioca w 2003. W 2003 Souza wyjechał do Bułgarii, gdzie został zawodnikiem CSKA Sofia. W lidze bułgarskiej zadebiutował 9 sierpnia 2003 w wygranym 2-1 meczu z Nafteksem Burgas. Pobyt w CSKA Souza zakończył na rozegraniu czterech meczów w lidze. W lutym 2004 przeniósł się do Portugalii, gdzie został zawodnikiem CS Marítimo.
W lidze portugalskiej zadebiutował 22 lutego 2004 w wygranym 1-0 meczu z Estrelą Amadora. Pobyt w Maritimo nie był udany, gdyż przez cały 2005 rok Souza rozegrał tylko 9 spotkań, w których strzelił tylko jedną bramkę (19 marca w meczu z Vitórią Guimarães). Słaba gra i przesunięcie do rezerw spowodowały, że Souza zdecydował się na powrót do Brazylii. Pierwszą część 2005 roku spędził w SC Internacional, z którym wywalczył mistrzostwo stanu Rio Grande do Sul – Campeonato Gaúcho. Po rozegraniu jednego meczu w lidze brazylijskiej w 2005, Souza przeszedł do zespołu Goiás EC. Był to strzał w dziesiątkę, gdyż Souza zdobył 18 bramek w 33 meczach, co dało mu 6. miejsce wśród najlepszych strzelców. Na początku 2006 Souza powrócił do Marítimo. Jedyny i zarazem ostatni raz w lidze portugalskiej Souza wystąpił 21 stycznia 2006 w zremisowanym 1-1 meczu ze Sportingiem. Ogółem na boiskach Portugalii Souza rozegrał 10 meczów, w których strzelił 1 bramkę. Po powrocie do Brazylii został ponownie zawodnikiem Goiás, z którym parę tygodni później wywalczył mistrzostwo stanu Goiás – Campeonato Goiano. Sezon 2006 Souza zakończył z 17 bramkami w 30 meczach, dzięki czemu Souza został królem strzelców z ligi brazylijskiej w 2006. Dobra gra w Goiás zaowocowała transferem do CR Flamengo. W barwach rubro-negro Souza zadebiutował 4 lutego 2007 w wygranym 1-0 spotkaniu ligi stanowej z klubem Boavista SC.
W maju 2007 Souza zdobył z Flamengo mistrzostwo stanu Rio de Janeiro. W pierwszym sezonie we Fla Souza rozegrał 40 meczów (23 w lidze), w których strzelił 15 bramek. Drugi sezon w Fla Souza rozpoczął od ponownego wygrania ligi stanowej. W sezonie Souza rozegrał w barwach rubro-negro 34 mecze, w których strzelił 9 bramek. Łączny bilans we Flamengo to 24 bramki w 74 spotkaniach. Latem 2008 Souza rozpoczął trzecią swoją przygodę na boiskach Starego Kontynentu. Souza zdecydował się występować w greckim Panathinaikosie Ateny. W barwach Koniczynek zadebiutował 13 sierpnia 2008 w wygranym 2-1 meczu III rundy eliminacji Ligi Mistrzów ze Spartą Praga. W rewanżu zdobył jedyną bramkę w meczu. W lidze greckiej zadebiutował 31 sierpnia 2008 w przegranym 1-2 derbowym meczu z AEK Ateny. W drugim swoim meczu w klubie z Aten w spotkaniu z Panthrakikosem Souza strzelił swoją jedyną bramkę w Super League Ellada. Pobyt w Atenach trwał tylko kilka miesięcy i po rozegraniu 4 meczów Souza powrócił do Brazylii, gdzie został zawodnikiem Corinthians São Paulo.
W barwach Timão zadebiutował 22 stycznia 2009 w zremisowanym 2-2 meczu ligi stanowej z Grêmio Barueri. Szczególnie udany dla Souzy był maj 2009, kiedy to wygrał z Corinthians mistrzostwa stanu São Paulo – Campeonato Paulista oraz zdobył Copa do Brasil. Słaba skuteczność (tylko 6 bramek w lidze), spowodowało, że na początku 2011 roku Souza został wypożyczony do beniaminka ligi brazylijskiej EC Bahia. W barwach Bahii zadebiutował 16 stycznia 2011 w przegranym 1-2 meczu z Serrano Vitória da Conquista. Dzięki 11 bramkom w 21 meczach Souza stał się najlepszym strzelcem Bahii, która zdołała się utrzymać w lidze.
| Sezon   | Klub                       | Kraj       | Rozgrywki                      | Mecze | Bramki |
| ------- | -------------------------- | ---------- | ------------------------------ | ----- | ------ |
| 1998    | Madureira Rio de Janeiro   | Brazylia   | Campeonato Brasileiro Série C  | ?     | ?      |
| 1999    | Madureira Rio de Janeiro   | Brazylia   | Campeonato Carioca             | ?     | ?      |
| 2000    | CR Vasco da Gama           | Brazylia   | Campeonato Brasileiro Série A  | 0     | 0      |
| 2001    | CR Vasco da Gama           | Brazylia   | Campeonato Brasileiro Série A  | 1     | 0      |
| 2002    | CR Vasco da Gama           | Brazylia   | Campeonato Brasileiro Série A  | 16    | 2      |
| 2003    | CR Vasco da Gama           | Brazylia   | Campeonato Brasileiro Série A  | 13    | 3      |
| 2003/04 | CSKA Sofia                 | Bułgaria   | A Profesionałna futbołna grupa | 4     | 0      |
| 2003/04 | CS Marítimo                | Portugalia | Primeira Liga                  | 4     | 1      |
| 2004/05 | CS Marítimo                | Portugalia | Primeira Liga                  | 4     | 0      |
| 2005    | Internacional Porto Alegre | Brazylia   | Campeonato Brasileiro Série A  | 1     | 0      |
| 2005    | Goiás EC                   | Brazylia   | Campeonato Brasileiro Série A  | 33    | 18     |
| 2005/06 | CS Marítimo                | Portugalia | Primeira Liga                  | 1     | 0      |
| 2006    | Goiás EC                   | Brazylia   | Campeonato Brasileiro Série A  | 30    | 17     |
| 2007    | CR Flamengo                | Brazylia   | Campeonato Brasileiro Série A  | 22    | 6      |
| 2008    | CR Flamengo                | Brazylia   | Campeonato Brasileiro Série A  | 11    | 3      |
| 2008/09 | Panathinaikos AO           | Grecja     | Super League Ellada            | 4     | 1      |
| 2009    | Corinthians São Paulo      | Brazylia   | Campeonato Brasileiro Série A  | 20    | 4      |
| 2010    | Corinthians São Paulo      | Brazylia   | Campeonato Brasileiro Série A  | 12    | 2      |
| 2011    | EC Bahia                   | Brazylia   | Campeonato Brasileiro Série A  | 21    | 11     |

## Kariera reprezentacyjna
W 1999 Souza z reprezentacją Brazylii zdobył Mistrzostwo Ameryki Południowej U-17. Souza z 5 bramkami został królem strzelców tego turnieju. Kilka miesięcy później wywalczył Mistrzostwo Świata U-17. Na turnieju rozgrywanym na stadionach Nowej Zelandii wystąpił we wszystkich sześciu meczach z Australią, Mali, Niemcami, Paragwajem, Ghaną i w finale z Australią. W 2003 Souza wystąpił dwa razy w reprezentacji olimpijskiej podczas turnieju w Katarze.